# Ludowy Komisariat Przemysłu Czołgowego ZSRR
Ludowy Komisariat Przemysłu Czołgowego ZSRR, Narkomtankoprom (ros. Народный комиссариат танковой промышленности СССР, Наркомтанкопром) – jeden z urzędów centralnych w Związku Radzieckim, odpowiednik ministerstwa, który nadzorował produkcję przemysłu czołgowego.

## Historia
Ludowy Komisariat Przemysłu Czołgowego został utworzony 11 września 1941 na bazie Ludowego Komisariatu Średniego Przemysłu Maszynowego (ros. Наркомат среднего машиностроения СССР) w związku z ponoszonymi dużymi stratami czołgów w II wojnie światowej. Podobne komisariaty istniały w tym czasie i w innych dziedzinach przemysłu zbrojeniowego, np. w lotnictwie.
W jego skład wchodziło szereg gigantów przemysłowych zatrudniających ponad 10 000 osób każdy. W sumie w latach wojny w swoich fabrykach zatrudniał 200–250 tys. osób.
W skład Komisariatu włączono firmy z doświadczeniem w produkcji czołgów już od 1930:
- w Charkowie – zakład nr 183 → Charkowski Zakład Transportowego Przemysłu Maszynowego im. W.A. Małyszewa (ros. Харьковский завод транспортного машиностроения имени В. А. Малышева), produkujący średnie czołgi T-34,
- w Stalingradzie – nr 75 → Zakład Barrikady (ros. завод Баррикады), produkujący silniki diesla do czołgów,
- w Leningradzie – Zakład Kirowski, ciężkie czołgi KW i zakład nr 174 → Leningradzki Zakład Państwowy nr 174 im. K.E. Woroszyłowa (ros. Ленинградский государственный завод № 174 имени К. Е. Ворошилова), lekkie czołgi T-26,
- w Moskwie – zakład nr 37, lekkie pływające czołgi T-40,
- w Mariupolu – Mariupolski Zakład im. Ilicza (ros. Мариупольский завод им. Ильича), korpusy dla T-34,
- w Podolsku – Podolski Zakład im. Ordżonikidze (ros. Подольский завод им. Орджоникидзе), pancerne kadłuby dla czołgów T-40.

Od początku września 1941 większość zakładów była przejmowana przez Niemców, a jednocześnie w skład Komisariatu zaczęły wchodzić zakłady znajdujące się we wschodnich rejonach ZSRR. Są ewakuowane zakłady, np.
- zakład im. Kirowa przyjął Czeliabiński Zakład Traktorów (ros. Челябинский тракторный завод),
- zakład nr 183 – Uralski Zakład Budowy Wagonów (ros. Уральский вагоностроительный завод) w Niżnym Tagile,
- Wydział Silników Zakładów im. Kirowa – Uralski Zakład Turbin (ros. Уральский турбинный завод) w Swierdłowsku,
- Zakład Iżorski (Ижорский завод) – Uralski Zakład Ciężkiego Przemysłu Maszynowego (ros. Уральский завод тяжёлого машиностроения) w Swierdłowsku,
- i zakład nr 75 – Jurgiński Zakład Przemysłu Maszynowego (ros. Юргинский машиностроительный завод).

Ponadto, w skład NKTP weszła
- Stalingradzka Fabryka Ciągników (ros. Сталинградский тракторный завод), rozpoczynająca produkcję T-34,
- zakład nr 264 → Stocznia Stalingradzka (ros. Сталинградская судоверфь) w Stalingradzie, organizująca produkcję pancernych kadłubów dla STZ,
- zakład nr 112 → Stocznia Czerwone Sormowo (ros. Cудоверфь Красное Сормово) w Niżnym Nowogrodzie, koncentrująca się na produkcji T-34.

Pod koniec 1941 proces formowania Komisariatu został zakończony.
W pierwszym etapie głównym zadaniem był wzrost produkcji czołgów.
Wielką wagę dla rozwoju produkcji czołgów miały również zmiany w ich konstrukcji. Jednak uproszczenie procesu projektowania i produkcji doprowadziły do spadku niezawodności, więc w lecie 1942 główne wysiłki projektantów Komisariatu zostały skierowane na uproszczenie technologii produkcji w celu poprawy niezawodności czołgów.
Działalność Komisariatu w początkowym okresie wojny (1941-1942) można określić jako pasmo sukcesów radzieckiej produkcji czołgów, która pod względem ilościowym, znacznie szybciej rosła niż produkcja czołgów w Niemczech i krajach okupowanych. Tak więc, wyprodukowano
- w ZSRR w 1942 – 24.504 czołgów i dział samobieżnych, w Niemczech – tylko 6 189,
- w 1943 – 24.006 (w Niemczech 10,7 tys.),
- w 1944 – 28.983 (w Niemczech 18 300),
- w pierwszej połowie 1945 – 15 422 (Niemcy tylko 4,4 tys.).

14 października 1945 Ludowy Komisariat Przemysłu Czołgowego został przemianowany na Ludowy Komisariat Przemysłu Maszyn Transportowych ZSRR (ros. Народный комиссариат транспортного машиностроения СССР). Od 1946 – Ministerstwo Przemysłu Maszyn Transportowych ZSRR (ros. Министерство транспортного машиностроения СССР).

## Ludowi Komisarze
- 1941–1942 – Wiaczesław Małyszew
- 1942–1943 – Isaak Zalcman
- 1943–1945 – Wiaczesław Małyszew

## Siedziba
Siedziba mieściła się przy ul. Riazańskiej (ros. Рязанская ул.) 8а, następnie ewakuowana do Czelabińska.